# Louie B. Nunn
Louie Broady Nunn (Park, 8 de março de 1924 – Versailles, 29 de janeiro de 2004) foi um político americano, notável por ter sido o 52.º governador de Kentucky. Eleito em 1967, foi o único Republicano a ocupar o cargo entre o fim do mandato de Simeon Willis em 1947 e a eleição de Ernie Fletcher em 2003.
Depois de prestar serviço não-combatente na Segunda Guerra Mundial e se formar na faculdade de Direito, Nunn entrou na política local, tornando-se o primeiro juiz republicano na história do condado de Barren, em Kentucky. Além disso, contribuiu para a campanha de candidatos Republicanos a cargos nacionais, entre eles John Sherman Cooper, Thruston Morton e Dwight D. Eisenhower. Em 1963, foi candidato Republicano a governador, mas acabou perdendo a eleição para o Democrata Ned Breathitt. Uma ordem executiva assinada pelo governador Bert T. Combs, que desagregou os serviços públicos de Kentucky e tornou-se uma questão importante na campanha. Nunn prometeu revogar a ordem se eleito, enquanto Breathitt prometeu continuar.
Em 1967, Nunn concorreu a governador novamente. Depois de derrotar Marlow Cook nas primárias Republicanas para governador, conseguiu uma vitória sobre o Democrata Henry Ward. Os escritórios estaduais foram divididos entre Democratas e Republicanos, sendo eleito na chapa com um vice-governador Democrata, Wendell Ford. Apesar da maioria Democrata na Assembleia Geral, conseguiu aprovar a maioria de suas prioridades, incluindo aumentos de impostos que financiaram melhorias no sistema de parques estaduais e a construção de uma rede estadual de centros de saúde mental. Foi responsável por supervisionar a transição da Universidade Northern Kentucky, similar a uma faculdade comunitária, para uma instituição sênior e trouxe a Universidade de Louisville para o sistema universitário estadual. Os últimos anos de sua administração foram marcados por conflitos raciais no condado de Louisville, e um violento protesto contra a Guerra do Vietnã na Universidade de Kentucky. Após seu mandato como governador, perdeu para Walter Dee Huddleston na eleição para o Senado em 1972; e para John Y. Brown Jr. na disputa para o Governo de Kentucky em 1979. Posteriormente, apoiou as ambições políticas de seu filho, Steve, e defendeu a legalização do cânhamo industrial em Kentucky. Morreu de ataque cardíaco em 29 de janeiro de 2004.

## Primeiros anos
Louie Broady Nunn nasceu em Park, Kentucky – uma pequena comunidade na fronteira dos condados de Barren e Metcalfe – em 8 de março de 1924. Seu primeiro nome, Louie, homenageava um amigo falecido de seu pai; seu nome do meio, Broady, era um sobrenome na família de sua mãe. Louie era o mais novo dos quatro filhos de Waller Harrison e Mary (Roberts) Nunn; sua filha mais nova, Virginia, era sua única filha. Sua família eram fazendeiros e operavam um armazém geral, embora Waller sofresse de um problema cardíaco congênito e artrite grave, que limitava suas atividades. O irmão mais velho, Lee Roy, tornou-se um influente ativista e arrecadador de fundos para o Partido Republicano.
Os primeiros oito anos de estudos de Nunn ocorreram em uma escola com apenas uma sala e um professor em Park. Durante sua adolescência, teve uma hérnia enquanto levantava um equipamento agrícola pesado. Em decorrência dos problemas de saúde de seu pai, pode também ter contribuído para a dor nas costas que o atormentaram durante a maior parte de sua vida. Em 1938, matriculou-se na Hiseville High School. Posteriormente, obteve um diploma de grau acadêmico Bachelor of Arts na Bowling Green Business University, agora intitulado Western Kentucky University.
Após o ataque a Pearl Harbor, em 7 de dezembro de 1941, Nunn partiu para Cincinnati, em Ohio, para ter aulas de voo na esperança de se tornar um piloto de Boeing B-17. No entanto, quando terminou seu treinamento de voo, o Exército havia descontinuado seu programa de cadetes aéreos. Em 2 de junho de 1943, alistou-se no Exército e recebeu treinamento como recruta em Fort Wolters, perto de Fort Worth, no Texas. Durante sua trajetória militar, foi transferido inúmeras vezes. Primeiro estava estacionado na Base Aérea de Sheppard, perto da cidade de Wichita Falls. Em seguida, designou-se para a 97.ª Divisão de Infantaria, e depois recebeu um treinamento adicional no Fort Leonard Wood, em Missouri. Finalmente, transferiu-se para o Corpo Médico do Exército, mas sua lesão nas costas se agravou, recebendo alta médica em 13 de setembro de 1945. Ele ocupava o posto de cabo no momento de sua dispensa.
Após seu dever militar, Nunn se formou em Direito na Universidade de Cincinnati. Três anos depois, matriculou-se na Faculdade de Direito da Universidade de Louisville, onde foi colega de classe do futuro congressista Marlow Cook. Posteriormente, obteve seu diploma de Bacharel em Direito em 1950. Seu escritório jurídico foi aberto em setembro de 1950, na cidade de Glasgow, em Kentucky.
Em 12 de outubro de 1950, Nunn casou-se com Beula Cornelius Aspley, divorciada de Bond, Kentucky. O casal teve dois filhos – Jennie Lou, nascida em 1951, e Steve, nascido em 1952. Aspley também teve três filhos de seu primeiro casamento. Ele deixou a religião metodista, na qual foi criado depois de se casar com Aspley, tornando-se membro da Igreja Cristã (Discípulos de Cristo) ao lado de sua esposa.

## Carreira política
Em 17 de junho de 1953, Nunn se declarou candidato Republicano a juiz do condado e foi o único Republicano a se declarar. Nas primárias Democratas, um dos adversários acusou o titular de seu cargo, de forma indevida, para interesses pessoais. Diante desta alegação, um grupo de Democratas descontentes formou uma organização para eleger Nunn, que derrotou seu adversário Democrata por uma votação de 5 171 a 4 378, tornando-se o primeiro juiz do condado eleito Republicano na história do condado fortemente Democrata.
Em 1956, Nunn trabalhou como um parceiro de campanha estadual para a candidatura presidencial de Dwight D. Eisenhower, bem como as campanhas no Senado de John Sherman Cooper e Thruston Morton. A Câmara de Comércio Júnior de Kentucky intitulou como "Jovem do Ano" em 1956. Apesar disso, não foi candidato à reeleição como juiz do condado em 1957, mas foi indicado como procurador da cidade de Glasgow em 1958. Diante disso, cogitou uma eventual candidatura a governador em 1959, contudo, percebeu de que seria um ano ruim para os Republicanos e não participou da disputa. Posteriormente, coordenou as campanhas de reeleição bem-sucedidas para o senador Cooper em 1960, e o senador Morton em 1962. Além disso, também organizou a campanha estadual pelo candidato à presidência, Richard Nixon, em 1960. Embora John F. Kennedy tenha vencido a eleição, Nixon venceu no estado de Kentucky com 54% a 46% dos votos.
Nunn foi o candidato Republicano para governador de Kentucky em 1963. Durante a campanha, atacou uma ordem executiva emitida pelo governador Democrata Bert T. Combs que desagregou acomodações públicas no estado. Chamando a ordem de "um decreto ditatorial de constitucionalidade questionável", acusou de ter sido ditada pelo procurador-geral dos EUA, Robert F. Kennedy. Em propaganda eleitoral na televisão, exibiu uma cópia da ordem e declarou: "Meu primeiro ato será abolir isso". O jornal The New Republic o acusou de conduzir "a primeira campanha totalmente segregacionista em Kentucky". Por uma diferença de 13 000 votos, foi derrotado na eleição para o Democrata Ned Breathitt.

### Governador de Kentucky
Em 1967, Nunn enfrentou seu antigo colega de classe, o juiz Marlow Cook, do Condado de Jefferson, na primeira eleição primária Republicana do governo de Kentucky em muitos anos. Atacou Cook como um "liberal, ex-nova-iorquino", e alguns de seus apoiadores se referiram aos "apoiadores judeus" de Cook. A injeção de antissemitismo na campanha atraiu críticas do senador John Sherman Cooper, que deu seu apoio a Cook. Também fez ataques a Cook por sua fé católica, uma tática que se mostrou particularmente eficaz com os eleitores protestantes do estado. Em uma votação apertada, derrotou Cook para garantir a indicação nas primárias.
O adversário Democrata nas eleições para o governo de Kentucky foi Henry Ward. Durante a campanha, acusou os Democratas de aumentarem os impostos para pagar as ineficiências administrativas. Além disso, também criou divergências dentro do próprio Partido Democrata, e recebeu apoio do ex-governador Democrata AB "Happy" Chandler. Aliou-se intimamente à campanha Republicana nacional contra Lyndon B. Johnson, trazendo vários Republicanos notáveis ao estado para falar sobre ele. Posteriormente, venceu as eleições por 454 123 votos a 425 674, uma diferença pequena, embora metade dos outros cargos estaduais tenham sido para os Democratas, incluindo o vice-governador, vencido por Wendell Ford.
A Assembleia Geral era controlada pelos Democratas, mas Nunn conseguiu aprovar a maior parte de sua agenda. Apesar de uma promessa de campanha contra o aumento de impostos quando a administração anterior de Breathitt projetou um déficit de 24 milhões de dólares no orçamento do estado, conseguiu convencer a Assembleia Geral pela aprovação de um aumento de 5 dólares para 12,5 dólares na taxa de licenciamento de veículos motorizados, e um acréscimo no imposto estadual sobre vendas de três para cinco por cento. O orçamento de sua gestão concentrou-se em expandir o investimento para educação, saúde mental e desenvolvimento econômico. Na sessão legislativa de 1970, a Assembleia Geral promulgou as propostas do governador para eliminar os impostos sobre medicamentos prescritos e a taxa de uso cobrada em veículos transferidos dentro das famílias, mas rejeitou seus planos de reduzir o imposto de renda para famílias de baixa renda e aumentar os créditos fiscais para cegos e os idosos.
Nunn supervisionou a entrada da Universidade de Louisville no sistema universitário público do estado. Cumprindo uma promessa de campanha, ajudou a transformar o Northern Kentucky Community College no Northern Kentucky State College (que mais tarde se chamaria Northern Kentucky University), uma instituição de quatro anos e membro do sistema universitário estadual. O historiador Lowell H. Harrison argumentou que essas ações diluíram o apoio estatal às instituições de ensino superior existentes. Ademais, também apoiou a recém-criada Kentucky Educational Television.
Nunn dobrou a atenção dos serviços de lazer dos parques estaduais. Barren River Lake State Resort Park foi concluído durante seu mandato, e três outros parques foram planejados e financiados durante sua administração. Além disso, melhorou o sistema de saúde mental do estado. Sob sua gestão, uma rede estadual de 22 centros de saúde mental foi concluída e todos os quatro hospitais psiquiátricos estaduais foram credenciados pela primeira vez. Ele intitulou a reforma do sistema estadual de saúde mental como sua realização mais orgulhosa de sua gestão. Não houve acordo total nas relações do Poder Executivo estadual com o parlamento. Por outro lado, o governador vetou um quarto dos projetos de lei aprovados na sessão legislativa de 1968, e 14% dos aprovados na sessão de 1970. Um projeto de lei de habitação aberta tornou-se lei sem a assinatura de Nunn, e também recusou-se a assinar o orçamento do estado de 1970 como forma de protesto (os projetos de lei não assinados tornam-se lei após dez dias, com base na Constituição de Kentucky, ao contrário da chamada norma que estabelece o veto de bolso na Constituição dos Estados Unidos).
Um defensor das ideologias sobre lei e ordem do presidente Nixon, Nunn chamou a Guarda Nacional para acabar com os protestos violentos no estado. Em maio de 1968, autorizou a presença a Guarda a Louisville para acabar com os protestos raciais que se seguiram a marchas pacíficas pelos direitos civis. Esta ação foi criticada por líderes de direitos civis em todo o estado. Em maio de 1970, novamente despachou a Guarda para reprimir os protestos contra a Guerra do Vietnã na Universidade de Kentucky, e impôs um toque de recolher que interferiu nos exames finais. O último protesto culminou no incêndio de um dos prédios do ROTC da universidade.
Entre 1968 a 1969, Nunn trabalhou no Comitê Executivo da National Governors' Conference e, em 1971, presidiu a Republican Governors Association. De acordo com a The Courier-Journal, que comentou a respeito da administração de Nunn: "No geral, sua gestão das finanças do estado tem sido sólida (...) [Ele] pegou um rombo geral que enfrentava um déficit, restaurou-o à liquidez e o manteve saudável. Nenhum escândalo estragou o registro de Nunn. Escolheu homens capazes para dirigir seus departamentos de receita e finanças, e sua eficiência economizou milhões de dólares ao estado." O historiador Thomas D. Clark intitulou o político como o mais forte dos oito governadores Republicanos de Kentucky. Na época, os governadores de Kentucky não podiam cumprir mandatos consecutivos; no pleito de 1971, apoiou Tom Emberton, que perdeu para Ford.

## Derrotas políticas, conflito familiar e morte
Após seu mandato como governador, Nunn abriu um escritório de advocacia em Lexington. Em 1972, participou da eleição para o Governo de Kentucky, sendo derrotado para o Democrata Walter Dee Huddleston, um senador estadual que havia administrado a campanha de Ford. Sua perda veio apesar de uma vitória esmagadora de Richard Nixon no estado, e foi geralmente atribuída a sua defesa de aumentar o imposto sobre vendas de 5% para 3% em 1968. Além disso, continuou trabalhando em nome de candidatos Republicanos e apoiou Ronald Reagan nas primárias contra Gerald Ford em 1975. Sua última disputa para o cargo veio em 1979, quando foi, novamente, o candidato Republicano para governador contra o Democrata John Y. Brown Jr. Durante a disputa, lamentou os gastos excessivos, a expansão do governo e o aumento do emprego estadual que ocorreram sob administrações Democratas. Também atacou Brown por sua imagem de playboy (ele era casado com a ex-Miss América Phyllis George) e sua recusa em liberar declarações fiscais na campanha, bem como sua inexperiência no governo. Apesar desses ataques, foi derrotado por 558 008 votos a 381 278, voltando a exercer seu trabalho advocatício.
Na década de 1980, Nunn atuou nos conselhos de regentes das universidades estaduais de Morehead e de Kentucky. Posteriormente, atuou como professor na Western Kentucky University e recebeu o Distinguished Alumni Award da University of Louisville em 1999. Durante o final da década de 1980, criticou o senador Mitch McConnell, um dos líderes emergentes do partido Republicano do estado, por não fazer mais para apoiar outros Republicanos em suas candidaturas ao cargo; McConnell sustentou que ele teve que se concentrar em sua própria campanha de reeleição em 1990. Em 1988, desafiou, sem sucesso, o parlamentar Jim Bunning, em tentativa de manter sua posição como membro do comitê nacional republicano de Kentucky.
Em 1994, sua esposa, Beula, pediu o divórcio enquanto estava internada de hospital em decorrência de um câncer. Ela alegou que estava tentando preservar parte de sua propriedade para seus filhos. Um juiz do condado de Metcalfe concedeu o divórcio, mas Nunn contestou a decisão, sendo anulada posteriormente. Algumas questões de propriedade ainda estavam pendentes no momento da morte de Beula em 1995. Durante o processo de divórcio, o filho de Nunn, Steve, ficou do lado de sua mãe, causando um atrito entre pai e filho. Uma carta escrita em 1994, de sua autoria, alegou que Steve Nunn, seu filho, teria abusado fisicamente e verbalmente não só ele, como outros membros de sua família. A carta foi descoberta em 2009, quando Steve foi acusado do assassinato de sua ex-noiva, Amanda Ross. A carta também citou: "você não tem família" para Steve, indicando que a relação deles havia se deteriorado muito antes da morte de Louie, supostamente por causa do abuso cometido pelo filho de Nunn.
Em 1999, cogitou, mais uma vez, o cargo de governador, impedindo uma possível candidatura de seu filho, Steve, um representante estadual de Glasgow. No entanto, justificou problemas pessoais e de saúde por não fazer parte da disputa. Em 2000, apoiou a campanha presidencial do senador John McCain. Posteriormente, reconciliou-se quando seu filho foi candidato a governador em 2003, recebendo apoio do pai. Depois que Steve ficou em terceiro lugar em uma primária de quatro vias, Nunn apoiou o candidato republicano, Ernie Fletcher, organizando uma arrecadação de fundos para ele.
Louie Nunn também se tornou um defensor da legalização industrial do cânhamo em Kentucky, escrevendo: "Francamente, eu me opus à legalização do cânhamo por anos porque eu achava que cânhamo era maconha. Eu era míope em meu pensamento e estava errado." Em 2000, conseguiu a absolvição do ator Woody Harrelson, que veio para o Condado de Lee, e plantou sementes de cânhamo em desafio aberto à lei de Kentucky que proíbe o cultivo de cânhamo. Posteriormente, viajou para Dakota do Sul, onde, na base do Monte Rushmore, apresentou publicamente ao líder, Oglala Lakota, fardos de cânhamo depois que a colheita da tribo foi confiscada por oficiais da Administração Federal de Repressão às Drogas.
Louie B. Nunn morreu de ataque cardíaco em 29 de janeiro de 2004 aos arredores de Versailles, em Kentucky, na sua casa, horas depois de oferecer um almoço com líderes trabalhistas em busca de ajuda para lidar com o recém-eleito governo Fletcher. Posteriormente, foi enterrado no cemitério da Igreja Metodista Cosby, no Condado de Hart. A nomenclatura Cumberland Parkway foi alterado para Louie B. Nunn Cumberland Parkway em 2000, e o principal lodge no Barren River Lake State Resort Park também foi modificado em homenagem a Nunn.